# Герб Лысьвенского района
Герб Лысьвенского района — официальный символ Лысьвенского района Пермского края Российской Федерации.
Ныне действующий герб Лысьвенского района утверждён решением Земского Собрания Лысьвенского муниципального района от 25 августа 2010 года № 570 и внесён в Государственный геральдический регистр Российской Федерации с присвоением регистрационного № 6391.

## Описание герба
В червленом поле серебряный вздыбленный единорог с золотым рогом, языком, глазами и копытами.